# Été (bande dessinée)
Pour les articles homonymes, voir Été.
Été est un feuilleton en bande dessinée diffusé sur Instagram du 29 juin au 30 août 2017 et publié aux éditions Delcourt en septembre 2017. Cette bande dessinée a été scénarisée par Thomas Cadène et Joseph Safieddine sur un concept interactif de Camille Duvelleroy et dessinée par Erwann Surcouf.

## Synopsis
Abel et Olivia s’aiment. Avant de faire le grand saut et de s’installer ensemble, ils décident d’un commun accord de passer l’été chacun de leur côté pour tout tenter, et faire le point sur leur vie et leur amour. Munis d’une « bucketlist »[Quoi ?] rassemblant les choses les plus folles qu’ils rêvent d’accomplir, ils ont devant eux deux mois d’aventures, de questionnements et de découvertes.

## Diffusion
La feuilleton comporte 60 épisodes diffusés au rythme d’un par jour. Dans un premier temps, le feuilleton est diffusé quotidiennement sur le réseau social Instagram,. La diffusion s’appuie sur deux fonctions du réseau social : 
- les « albums », des publications permanentes qui s’accumulent sur le compte Instagram de l'œuvre ; chaque publication contient neuf cases qui défilent horizontalement.
- les « stories », des publications éphémères qui disparaissent d’Instagram 24 heures après leur diffusion.

## Fiche technique
- Scénario : Thomas Cadène, Joseph Safieddine, Camille Duvelleroy
- Dessin : Erwann Surcouf
- Musique : Santoré
- Producteur : Julien Aubert
- Coproduction : Arte, Bigger Than Fiction
- Éditeur : Delcourt
- Langue : français, allemand